# Lothar Krieglsteiner
Lothar Gundolf Krieglsteiner (* 24. Mai 1965 in Schwäbisch Gmünd) ist ein deutscher Mykologe. Sein botanisches Autorenkürzel lautet „L.G.Krieglst.“

## Leben
Lothar Krieglsteiner wurde als drittes von fünf Kindern des Lehrer-Ehepaares German Josef und Heidi Krieglsteiner in Schwäbisch Gmünd geboren. Durch seinen Vater, ebenfalls Mykologe, bekam Krieglsteiner früh Einblick in die Pilzkunde. Neben seinem Vater waren in dieser Zeit Hans Haas, Johann Stangl und Helmut Derbsch sowie weitere anerkannte Pilzkenner seine Lehrer. Später kamen unter anderen Hans-Otto Baral, Jürgen Häffner, Hermann Neubert und Klaus Siepe hinzu.
Krieglsteiner besuchte die Christoph-von-Schmid-Schule in Durlangen und dann das Parler-Gymnasium in Schwäbisch Gmünd, wo er 1983 das Abitur ablegte. Nach einem Zivildienst am Stadtplanungsamt in Schwäbisch Hall studierte er Biologie an den Universitäten in Ulm und Regensburg und schloss mit der Diplomarbeit Myxomyceten im Raum Regensburg einschließlich der Hochlagen des Bayerischen Waldes ab. Anschließend promovierte er bei Andreas Bresinsky mit dem Thema Pilze im Naturraum Mainfränkische Platten und ihre Einbindung in die Vegetation.
Bislang erschienen knapp 50 wissenschaftliche Publikationen aus seiner Feder, überwiegend im Bereich Pilzkunde. Darunter sind Gebiets-Monographien des Main-Dreiecks, der Rhön und eines Naturschutzgebietes (NSG) in der Nähe von Regensburg (Sippenauer Moor). Schwerpunkte seiner wissenschaftlichen Arbeit sind Schleimpilze, Schlauchpilze (vor allem Becherlinge) sowie die ökologische Gruppe der Saftlings-Gesellschaften einschließlich der wenig bekannten Gattung Purpurblätter (Pseudobaeospora). Insgesamt beschrieb Krieglsteiner sechs neue Arten.
Krieglsteiner ist seit 2002 Gastdozent an der Schwarzwälder Pilzlehrschau und anderen Einrichtungen zur Erwachsenenbildung. 2012 gründete er die Pilzschule Schwäbischer Wald. In diesem Rahmen gibt er Seminare, Führungen und Vorträge und führt wissenschaftliche Auftragsarbeiten im Bereich Biodiversitätsforschung bei Pilzen durch. Auftraggeber im Bereich Biodiversitäts-Forschung sind u. a. Nationalparks (Nationalpark Eifel, Nationalpark Bayerischer Wald), Kommunen und Ämter. Krieglsteiner kann auch als Pionier bei der Berücksichtigung von Pilzen im Zuge von Umweltverträglichkeits-Gutachten gelten. Die Zusammenarbeit mit der Stadt Deggendorf führte dazu, dass erstmals ein Naturschutzgebiet („Himmelreich-Hirzau“) aufgrund von Pilzvorkommen ausgewiesen wurde.
Krieglsteiner ist Ausbilder der Deutschen Gesellschaft für Mykologie (DGfM) und nimmt Prüfungen zum PSV (Pilzsachverständiger der Deutschen Gesellschaft für Mykologie) ab. In deren Auftrag ist er auch Ausbilder im Rahmen der universitären Ausbildung zum Fachberater für Mykologie.

## Neu beschriebene Arten
- Rutstroemia ulmariae H.O.Baral & L.G.Krieglst. (Ascomycetes, Leotiales)[7]
- Arcyria riparia L.G.Krieglst. (Myxomycetes)[8]
- Fuligo luteonitens L.G.Krieglst. & W.Nowotny (Myxomycetes)[9]
- Pseudobaeospora pyrifera Bas & L.G.Krieglst. (Agaricales, Tricholomataceae)[10]
- Octospora affinis Benkert & L.G.Krieglst. (Ascomycetes, Pezizales)[11]
- Hypocrea luteocrystallina Jaklitsch, Siepe & L.G.Krieglst. (Ascomycetes, Hypocreales)[12]

Hinzu kommen mehrere Neu-Kombinationen und eine Ehren-Benennung: Mollisia lothariana Gminder 2007 (Ascomycetes, Leotiales, = Mollisia sesleriae (Vel.) L.G.Krieglst. ss. L.G.Krieglst.)